# Rosenheimer Verkehrsgesellschaft

Logo Rosenheimer Verkehrsgesellschaft

Die Rosenheimer Verkehrsgesellschaft mbH (RoVG) war ein Verkehrsverbund für die Stadt Rosenheim und den Landkreis Rosenheim. Die Verkehrsgesellschaft wurde im Jahre 1995 von der Stadt Rosenheim und deren Landkreis gegründet. Sie war insbesondere für die Erstellung des gemeinsamen Nahverkehrsplans der beiden Aufgabenträger, die Fahrplankoordinierung und das ÖPNV-Marketing zuständig.
Seit dem 10. Dezember 2023 lag bereits die Tarifgestaltung übergeordnet beim Münchner Verkehrs- und Tarifverbund. Zuvor bot die Verkehrsgesellschaft spezielle Übergangstarife für die regionalen Buslinien im Landkreis, wobei der Bahnverkehr nicht in den Verbund integriert war. Zum 31. Dezember 2024 wurde die RoVG schließlich aufgelöst und ihre Aufgaben dem Münchner Verkehrs- und Tarifverbund sowie dem Landratsamt Rosenheim zugeteilt. Die Stadt Rosenheim übertrug die Aufgaben im Stadtgebiet der Verkehrsgesellschaft Rosenheim (ehemals Stadtverkehr Rosenheim).

## Beteiligte Verkehrsunternehmen
Folgende Busunternehmen gehörten zur Verkehrsgemeinschaft Rosenheim:
- DB Regio Bus, Region Bayern
  - Regionalverkehr Oberbayern GmbH (RVO)
  - Regionalbus Ostbayern GmbH (RBO)
- Stadtverkehr Rosenheim GmbH (SVR)
- Chiemsee Schifffahrt Fa. Feßler
- Hilger Reisen GmbH & Co. KG
- Max Hollinger Omnibusunternehmen GmbH
- Chr. Margreiter Verkehrsunternehmen GmbH
- Perseus-Reisen
- Stadtwerke Rosenheim
- Benno Steinbrecher Omnibusbetrieb

Der Regionalverkehr Oberbayern und die Firmen Steinbrecher, Hilger, Hollinger, Margreiter, Reiter und Stadtverkehr Rosenheim gründeten 2020 die sogenannte „WIR - die Verkehrsgemeinschaft Rosenheim“, die sich eine intensivere Abstimmung der Fahrpläne und einen übergreifenden Wabentarif als Ziele gesetzt hat. Die Entwicklung des Wabentarifs wurde aufgrund der absehbaren MVV-Verbunderweiterung jedoch nicht umgesetzt. Die „WIR“ bleibt jedoch auch nach Beitritt zum MVV bestehen und fungiert als Kommunikations- und Koordinationsgemeinschaft der eigenwirtschaftlichen Busunternehmer in Stadt und Landkreis Rosenheim.